# Appellova posloupnost
Appellova posloupnost je v matematice libovolná posloupnost polynomů {\displaystyle \{p_{n}(x)\}_{n=0}^{\infty }}, která splňuje vztah
{\displaystyle {d \over dx}p_{n}(x)=np_{n-1}(x),}
a kde {\displaystyle p_{0}(x)} je nenulová konstanta. Takové polynomy se také nazývají Appellovy polynomy.
Nejjednodušší Appellovou posloupností je posloupnost {\displaystyle \{x^{n}\}_{n=0}^{\infty }}. Jinými příklady jsou Hermitovy polynomy, Bernoulliho polynomy, či Eulerovy polynomy. Každá Appellova posloupnost je zároveň Shefferovou posloupností, opačná inkluze neplatí. Appellovy posloupnosti jsou pojmenovány dle matematika Paula Émila Appela.